# Société Nationale des Aquarellistes et Pastellistes de Belgique
La Société Nationale des Aquarellistes et Pastellistes de Belgique est, de 1899 à 1914, une association d'artistes belges pratiquant l'aquarelle et le pastel.

## Historique
La Société Nationale des Aquarellistes et Pastellistes de Belgique est créée le 22 décembre 1899 à Bruxelles, sous la présidence de Benoni Lagye (1899-1904), puis de Léon Rotthier (1904-1908). Sa fondation supplée à celle de la Société royale belge des aquarellistes, créée en 1856, dont le nombre limité à quarante membres ne permet de recrutement que lors de la mort de l'un d'entre eux. Les jeunes aquarellistes et pastellistes sont souvent refusés aux salons triennaux d'Anvers et de Gand.

## Salons
La Société organise son premier salon au Musée moderne de Bruxelles en 1900 : 48 artistes plutôt jeunes exposent 178 œuvres. Quinze salons annuels sont organisés jusqu'en 1914. 
En 1902, le troisième salon, placé sous la haute protection du prince et de la princesse Albert de Belgique, marque un progrès qualitatif des œuvres présentées, présentant quelques aquarelles dignes d'un musée. En 1907, la critique du quotidien Journal de Bruxelles estime que ce huitième salon renferme quelques œuvres hors de ligne et aucune de détestable.

## Membres
Les listes sont établies sur la base des catalogues. 

### Comité administratif
- Bénoni Lagye (président) (1899–1904)
- Léon Rotthier (président) (1905–1908)
- Léon Allard
- Liévin Herremans
- Célestin Jacquet
- Vital Keuller
- Jef Leempoels
- Guillaume Verheyden (secrétaire et trésorier) (1899–1904)
- Édouard Elle (trésorier) (1905–1908)
- Ernest Lamineur (secrétaire) (1905–1908)
- Albert Maus
- Edmond Modave
- Maurice Romberg
- Victor Wagemaekers

### Membres effectifs
- Léon Allard
- Berthe Art
- Alphonse Asselbergs (1900)
- Paul Bamps
- Léon Bartholomé (1904)
- Jules Boulvin
- Félix Cogen (1905)
- Louise De Hem (1904)
- Andaluzia De Lannoy-Evans
- Willem Delsaux (1900)
- Rodolphe De Saegher
- Jules De Wette
- Arthur Douhaerdt
- Mathilde Dupré
- Albert Dutry-Tibbaut
- Marie Dutry-Tibbaut
- Charles Ecrevisse
- Édouard Elle
- Maurice Flachet
- Joseph François
- Franz Gailliard (1900)
- Georges Gaudy
- René Gevers (1905)
- Jules Guiette
- Hautekiet
- Armand Heins
- Paul Hermanus
- Liévin Herremans
- Célestin Jacquet
- Pauline Jamar
- Léo Jo (1904)
- Franz Kegeljan (1900)
- Vital Keuller
- Bénoni Lagye
- Baronne Lambert de Rothschild (1904)
- Armand Laureys (1904)
- Jef Leempoels
- François Leconte
- Albert Maus
- Georgette Meunier
- Charles Michel (1905)
- Edmond Modave
- Constant Montald (1904)
- Frans Mortelmans
- Léonie Mottart-van Marcke
- Léon Mundeleer
- Nestor Outer
- Albert Pioch
- Henri Privat-Livemont
- Louis Reckelbus
- Maurice Romberg
- Edgard Rombouts (1904)
- Alice Ronner (1900)
- Léon Rotthier
- Alfred Ruytinckx
- Charles Gustave Saintenoy
- Maria Salkin (1900)
- Léo Schaeken
- Henri Seghers
- Marguerite Stiénon
- Anne Marie Tibbaut (1900)
- Fernand Toussaint (1904)
- Carolus Tremerie
- Alida Vande Wiel (1905)
- Guillaume Van Strydonck (1904)
- Eugène Verdyen
- J. Verhaeghe de Naeyer (1904)
- Isidore Verheyden
- Guillaume Verheyden
- Joseph Vindevogel
- Clara Voortman
- Victor Wagemaekers (1904)
- Charles Joseph Watelet (1904)